# Guvernementet Bessarabien
Guvernementet Bessarabien var ett guvernement i Kejsardömet Ryssland åren 1812–1917.
Det begränsades i norr och öster av Dnestr och Svarta havet och i väster av Prut. Den norra delen var skogbeväxt och lågbergig (Karpaterna), den södra utgjordes av trädlösa stäpper (Budzjakstäppen).
Somrarna var heta och vintrarna kalla; årets medeltemperatur var 9,7°. I norra delen var åkerbruket väl utvecklat, längst i söder fanns huvudsakligen betesmarker, den mellersta delen var täckt av ansenliga skogar.
Åkerbruk – mest vete och majs – samt boskapsskötsel var huvudnäringarna. Utom svin, getter och bufflar fanns omkring 312 000 hästar, 800 000 nötkreatur och 2 miljoner får. Bland mineraler fanns salt, salpeter och marmor. Industrin var avsedd blott för lokala behov. 
Invånarnas antal var 1897 1 933 436, därav omkring hälften bestod av moldavier, för övrigt mest rutener och ukrainare, och även bulgarer, greker, armenier, judar, tatarer, romer och tyska kolonister, som levde i 27 kolonier i kretsen Akkerman. Bessarabien tillhörde det judiska bosättningsområdet i Kejsardömet Ryssland.
Bessarabien styrdes av en civilguvernör och var delat i åtta kretsar (ujezd): Akkerman, Bender, Beltsy, Izmajil, Chotin, Kisjinev, Orgejev och Soroki.
Landet beboddes först av skyterna och hörde sedan 106 e. Kr. till den romerska provinsen Dacien. Under 200-talet besattes det av goterna och genomströvades under de följande århundradena av ett stort antal olika folkstammar. Efter en bland dessa, besserna (600-talet), fick landet sitt namn. Bessarabien tillhörde ifrån 1367 Moldau samt ägdes ibland av tatarer, ibland av Osmanska riket, vilket avstod landet till Ryssland genom freden i Bukarest 1812. I freden i Paris måste dock Ryssland till Moldau återlämna omkring 11 000 km2, men återfick mesta delen (9 274 km2) genom Berlinfördraget 1878.